# Karl Bernth
Karl Bernth (* 5. Juli 1802 in Morawes bei Brüx; † 10. November 1879 in Brüx) war ein böhmischer Dichter und Jurist. Er schrieb auch unter dem Pseudonym Heinrich der Wepper.

## Leben
Karl Bernth wurde 1802 in dem böhmischen Ort Morawes bei Brüx geboren. Nach erfolgreich absolviertem Rechtsstudium arbeitete er zuerst als Konzeptspraktikant beim Brüxer Magistrate. Nach verschiedenen Stationen, unter anderem in Leitmeritz, Klostergrab, Graupen, Gastorf oder Theresienstadt, kam er 1842 als Magistratsrath nach Haida. Nach mehreren weiteren Ortswechseln war er fünf Jahre als Assessor in Trautenau tätig, danach schließlich 1856 als Gerichtsadjunkt in Niemes. Von dort wurde er 1858 in den bleibenden Ruhestand versetzt. Diesen verlebte er als pensionierter Bezirksamtsadjunkt und Beamter bis zu seinem Tode im November 1879 nahe seinem Geburtsort in Brüx.
Bernths publizistische Tätigkeit begann schon früh während seiner Schulzeit am Brüxer Gymnasium und erstreckte sich auch auf seine Zeit in Niemes, von denen einige seiner späteren Gedichte handeln. Es erschienen von ihm zwei eigenständige Gedichtbände in den Jahren 1873 und posthum 1880, die darüber hinaus in mehreren Auflagen verlegt wurden.

## Schriften (Auswahl)
- Gedichte. (Lyrik). Teplitz: C. Weigend, 1873
- Sämmtliche Gedichte. (Lyrik), Brüx: Kunz, 1880